# Ezequiél Prieto Otero
Blahoslavený Ezequiél Prieto Otero, řeholním jménem Eusebio (Eusebius) ze Saludes (19. února 1885, Saludes – 14. srpna 1936, Jove), byl španělský římskokatolický řeholník Řádu menších bratří kapucínů a mučedník.

## Život
Narodil se 19. února 1885 v Saludes.
Dne 2. února 1907 vstoupil noviciátu kapucínů a přijal jméno Eusebio. Své sliby složil o rok později dne 2. února 1908. Mezi lety 1919 a 1927 byl poslán na Kubu jako misionář a katecheta. Poté onemocněl chudokrevností.
Dne 21. července byl s dalšími čtyřmi spolubratry (bl. Berardo z Visantoni, Ildefons z Armellady, Arcángel z Valdavidy a Alejo z Terradillos) zatčen a uvězněn v jezuitském kostele. Dne 14. srpna byli bratři zastřeleni.

## Proces blahořečení
Proces jeho blahořečení byl zahájen roku 1954 v arcidiecézi Madrid spolu s dalšími jedenatřiceti spolubratry kapucíny.
Dne 27. března 2013 uznal papež František jejich mučednictví. Blahořečeni byli 13. října 2013 ve skupině 522 španělských mučedníků.